# Onda Nova
Onda Nova é um filme brasileiro de 1983 dirigido por José Antonio Garcia e Ícaro Martins.

## Sinopse[1][2]
Em meados dos anos 80, o time de futebol feminino “Gayvotas Futebol Clube” une a vida cotidiana e conturbada da juventude paulistana da época somada ao efervescente cenário político-social dos anos finais da ditadura militar brasileira. Censurado  em seu período, Onda Nova retrata um contexto da juventude subversiva aos paradigmas sociais enfrentados sob regime ditatorial, sem abordar temáticas políticas ou sindicalistas explicitamente.
Com recursos da pornochanchada, Onda Nova expõe a necessidade pela liberdade sexual e a reversão dos costumes que baseavam o regime antidemocrático vigente, contando com a aparição de artistas da MPB, personalidades da Democracia Corinthiana e norteado pelas características dos cineastas Jovens Paulistas e em convergência com produções dos artistas movimento dos artistas “Boca do Lixo” em São Paulo (SP).

## Contexto
Considerada “incompatível com a natureza das mulheres” pelo decreto-lei 3.199 de 1941 com autoria de Getúlio Vargas, a prática do futebol feminino igualava-se ao desrespeito às leis e tradições no Brasil até 1983, ano em que o esporte foi legalmente regulamentado pelo Poder Público brasileiro. 
Desta forma, o filme de José Antônio Garcia e Ícaro Martins ( título é o segundo de uma trilogia que inclui também os premiados O Olho Mágico do Amor (1981) e Estrela Nua (1985)), tensiona, mas não se limita, às características machistas do esporte, elevando-o para as discussões em respeito à liberdade de expressão, a insatisfação e presença da juventude na luta contra os paradigmas políticos dos anos 80 no Brasil e ao fim dos estigmas que sustentavam o governo de João Figueiredo, vindo a ser o último governo do regime ditatorial militar do país. 
Com jogadores do movimento da Democracia Corinthiana, como Walter Casagrande e Wladimir, assim como a presença do músico e compositor Caetano Veloso, Onda Nova acaba sendo alvo da censura do regime ditatorial militar do Brasil logo após sua exibição estreante na 7ª Mostra Internacional de Cinema de São Paulo, em 1983.
Por sua vez, Onda Nova sustenta-se como filme que se caracteriza pela autenticidade de sua linguagem cinematográfica brasileira, uma produção enquadrada no contexto dos cineastas Jovens Paulistas e em convergência com características do cinema da Boca do Lixo paulistana. 
Apesar de não haver organizações formais ou movimentos consolidados, especialmente pela opressão política entre os anos 70 e 80, a caracterização do grupo de cineastas conhecida por Jovens Paulistas, em contraposição aos filmes oriundos da região da Boca do Lixo, consistia nas obras de diretores que produziam seus filmes com maiores orçamentos e sob recursos escolarizados cinematograficamente, tendo em vista a formação de grande parte dos realizadores em graduações referentes ao cinema. Dentre os Jovens Paulistas, estão Ícaro Martins, André Klotzel, Chico Botelho, Suzana Amaral e José Antônio Garcia.

## Elenco[1]
- Carla Camurati como Rita
- Tânia Alves como Helena
- Regina Casé como Rubi
- Cristina Mutarelli como Lili
- Luiz Carlos Braga como Pai de Lili
- Ênio Gonçalves como Cido
- Cida Moreira como Zazá
- Sérgio Hingst como Presidente do Clube
- Patrício Bisso
- José D'Artagnan Júnior
- Vera Zimmermann
- Casagrande
- Osmar Santos
- Caetano Veloso
- José Paulo Gomes Alves
- Wladimir
- Laura Finocchiaro
- Neide Santos
- Pita
- Cristina Bolzan
- Naris Lima
- Lúcia Braga
- Petronio Botelho
- Pietro Ricci

## Ficha técnica[1][10]
Direção: Ícaro C. Martins & José Antonio Garcia
Roteiro: Ícaro C. Martins & José Antonio Garcia
Produção: Olympus Filme
Produção Executiva: Adone Fragano
Direção De Arte: Cristina Mutarelli
Direção De Fotografia: Antonio Meliande
Edição De Som: Eder Mazini
Figurino: Cristina Mutarelli
Maquiagem: Maria Antonia Lombardi
Mixagem: E. Szankovski
Montagem: Eder Mazini
Trilha Sonora Original: Luiz Lopes
Empresa Produtora: Olympus Filmes

## Remasterização[11][12]
Em 2024, Onda Nova foi restaurado e remasterizado em 4K por Julia Duarte, Aclara Produções Artísticas e a família de José Antonio Garcia, com a colaboração da Cinemateca Brasileira/SAC – Sociedade de Amigos da Cinemateca, Zumbi Post e JLS Facilidades Sonoras. Como resultado, o filme passou a integrar a programação da 48ª Mostra Internacional de Cinema de São Paulo – Apresentação Especial, mais de 40 anos depois de sua estreia na mesma. 
Com o intuito de preservar e tornar acessível um segmento pouco difundido do cinema brasileiro, a produtora Julia Duarte ( sobrinha do cineasta José Antonio Garcia falecido em 2005), iniciou um trabalho de restauração de obras marcantes. A oportunidade surgiu com a seleção de Onda Nova para a mostra “Histoire(s) du Cinéma”, na 77ª edição do Festival de Locarno . O festival ocorrerá entre os dias 7 e 17 de agosto, na Suíça, e será exibido Onda Nova em sua cópia restaurada e remasterizada. O longa integra a mostra “Histoire(s) du Cinéma”, que da destaque a filmes raros e fundamentais para a compreensão da história do cinema.
Como parte do esforço para devolver a Onda Nova a visibilidade e o cuidado que merece, foi necessário mais do que restaurar a película: também se recriaram elementos essenciais de sua divulgação original, como o cartaz e o trailer, ambos desaparecidos ao longo do tempo. O trailer foi desenvolvido pela Marina Kosa da Tanto Produções,  enquanto que a nova identidade visual foi criada pela filha de José Antônio Garcia, Helena Garcia, artista gráfica.